# Hold Me Tight (The Beatles)
Hold Me Tight è un brano dei Beatles, accreditato al duo compositivo Lennon-McCartney, apparso sul loro album With the Beatles del 1963.

## Descrizione

### Composizione ed apparizioni dal vivo
Hold Me Tight è uno dei più antichi brani firmati Lennon-McCartney; il primo ha affermato che sia un pezzo di Paul al quale probabilmente ha aggiunto qualcosa, ma che ugualmente non lo affascinava. Venne scritto a casa del futuro bassista, a Forthlin Road, Liverpool. McCartney ha ricordato come un fallito tentativo di singolo diventato un accettabile riempitivo di un album. I Beatles eseguirono la canzone dal vivo dal 1961 al 1963. Il brano, in generale, presenta molti punti d'incontri con Eight Days a Week dell'anno seguente, e la melodia è simile a quella della successiva All My Loving; i bridge delle future You Won't See Me e The Night Before ricordano quello di Hold Me Tight. Il pezzo, per il suo schema vocale chiamata-risposta, ricorda altre composizioni di Lennon. Invece, le parti di chitarra non ricordano altri pezzi dei Beatles, ma quelli di Carl Perkins.

### Registrazione
L'11 febbraio 1963, nel corso della sessione-fiume nella quale venne registrato quasi tutto l'album Please Please Me, i Beatles registrarono 13 takes della canzone, ma venne scartata ed i nastri vennero distrutti. Il 12 settembre dello stesso anno venne nuovamente registrata, stavolta per With the Beatles. I 9 nastri che occorsero vennero numerati dal 20 al 29. In ambedue le sedute di registrazione il produttore era George Martin ed i fonici Norman Smith e Richard Langham. Il mixaggio venne ottenuto dai nastri 20 e 26; quello monofonico venne realizzato il 30 settembre, mentre quello stereofonico il 29 ottobre. Prodotti sempre da Martin, in questo caso come fonici figuravano Smith e Geoff Emerick.
La registrazione peraltro presenta diversi errori: ci sono frequenti stonature, per tre volte McCartney e Lennon cantano cose diverse, in una quarta anche Harrison si confonde; c'è poi un punto in cui Paul ride per un errore di John, e alla fine si sente un battito di mani fuori tempo. Il mixaggio, inoltre, non presenta suoni bassi.

### Pubblicazione ed accoglienza
Il brano venne incluso come nona traccia di With the Beatles, uscito in Gran Bretagna il 22 novembre 1963. Negli States invece è apparso come decima traccia di Meet the Beatles, pubblicato nel gennaio dell'anno seguente. Non è apparso in nessun altro disco ufficiale che non fossero repacking dei due citati sopra.
Roy Carr e Tony Tyler, nel loro libro The Beatles: an Illustrated Record del 1975, hanno stroncato sia la composizione che la registrazione della canzone, mentre Richie Unterberger di AllMusic l'ha giudicata come una delle peggiori tracce dell'LP. Come già scritto sopra, neanche i Beatles l'hanno giudicata positivamente.

## Formazione
- Paul McCartney: voce, basso elettrico, battimani
- John Lennon: seconda voce, chitarra ritmica, battimani
- George Harrison: cori, chitarra solista, battimani
- Ringo Starr: batteria, battimani[1]

## Cover

### La versione del filmAcross the Universe
Nel film Across the Universe del 2007 Hold Me Tight viene cantata dagli attori Jim Sturgess, Evan Rachel Wood e Lisa Hogg.

### Altre versioni
- The Merseyboys, 1964
- Joshua Rifkin, 1965
- Count Basie and His Orchestra, 1966
- Todd Rundgren, 1998
- The Smithereens, 2007
- Sara Lowes, 2013[7]